# Eugenio Martínez
Eugenio Martínez (Mexquitic de Carmona, 20 novembre 1866 – Barcellona, 11 febbraio 1932) è stato un generale messicano.
Nacque nello stato di San Luis Potosí. Si arruolò nell'esercito federale da giovanissimo. Nel 1912 si unì al movimento rivoluzionario e ottenne il grado di maggior generale. Nel 1915 collaborò attivamente con Álvaro Obregón e fu a capo del Primo Battaglione di Sonora e della 9ª Brigata di fanteria. Fu ferito a Celaya, anche se poco dopo continuò la campagna. Nel 1920 aderì al Piano di Agua Prieta e stipulò i trattati di resa per Pancho Villa; in seguito fu capo delle operazioni militari in diversi stati e nella Valle del Messico. Nel 1927 Martínez fu creduto coinvolto nella ribellione di Serrano e Gómez, motivo per il quale fu perseguitato. Morì a Barcellona nel 1932 e poco dopo i suoi resti furono portati in Messico.